# NGC 3312
NGC 3312 (również IC 629 lub PGC 31513) – galaktyka spiralna (Sb), znajdująca się w gwiazdozbiorze Hydry. Została odkryta 26 marca 1835 roku przez Johna Herschela. Galaktyka ta należy do Gromady w Hydrze. Jest to galaktyka z aktywnym jądrem typu LINER.